# پیر کورب
پیر کورب (فرانسوی: Pierre Korb‎; ۲۰ آوریل ۱۹۰۸ – ۲۲ فوریهٔ ۱۹۸۰) بازیکن فوتبال اهل فرانسه بود.
از باشگاه‌هایی که در آن بازی کرده‌است می‌توان به باشگاه فوتبال سوشو اشاره کرد.
وی همچنین در تیم ملی فوتبال فرانسه بازی کرده‌است.